# Josepa Figueras i Felip
Josepa Figueras i Felip (Sabadell, 12 de juny de 1907 - Sant Cugat del Vallès, 2000) va ser una locutora de ràdio catalana. Figueras i Mercè Sorribas i Elias són les dues locutores sabadellenques de la dècada de 1930.

## Biografia
Josepa Figueras, Pepa, va néixer en el si d'una família de treballadors tèxtils a Sabadell. Quan tenia dotze anys va començar a treballar de cosidora de peces. Interessada pel saber, a partir dels divuit anys va començar a estudiar català i mecanografia als vespres, en plegar de la fàbrica. Així va arribar a ser professora de mecanografia. Del 1933 al 1937 va treballar de locutora a Ràdio Sabadell. Es va casar amb Francesc Garcia Duran, natural de Salamanca, que era guàrdia d'assalt. La seva única filla, Joana, va ser professora de català i va morir prematurament. Després de deixar la ràdio, durant la Guerra Civil espanyola va guanyar-se la vida amb tasques diverses: com a cosidora, copiant textos a màquina, recollint punts de mitja o com a venedora de llet. En acabar el conflicte bèl·lic les emissores de ràdio de Catalunya van ser ocupades pels vencedors i feien la locució soldats que havien estat encarregats de la propaganda de les tropes franquistes. Com algunes altres locutores que havien treballat a la ràdio durant la guerra, Figueras és represaliada i va estar cinc mesos empresonada sota l'acusació de «catalana separatista». Va viure dos judicis, dels quals va ser absolta. El 1950 va anar a viure a Ripollet. L'any 1952 es va haver de passar un any al llit, en repòs absolut, a causa d'una intervenció quirúrgica a la columna vertebral. Va aprofitar la inactivitat forçada per escriure poesia, activitat que, un cop recuperada va seguir practicant fins gairebé els noranta anys.
L'any 1992 Josepa Figueras i el seu marit van anar a viure a una residència de gent gran a Sant Cugat, on ella morir l'any 2000 d'una insuficiència cardíaca.